# Cession de l'obligation en droit civil français
 (avril 2011).
Si vous disposez d'ouvrages ou d'articles de référence ou si vous connaissez des sites web de qualité traitant du thème abordé ici, merci de compléter l'article en donnant les références utiles à sa vérifiabilité et en les liant à la section « Notes et références ».
Une obligation juridique entre un créancier et un débiteur peut être cédée à une tierce-personne par deux mécanismes : la cession de créance et la cession de dette.

## La cession de créance
La cession de créance est une opération par laquelle la propriété de la créance est transférée à une tierce personne. Cette cession implique un créancier originel appelé cédant, et un nouveau créancier appelé cessionnaire. Le débiteur est tiers à l'opération de cession, il est appelé le cédé.

### Les créanciers parties au contrat de cession
La cession de créance est assimilée à un contrat de vente : la rencontre des volontés du cédant et du cessionnaire emporte le transfert automatique de la propriété. Le transfert de la propriété de la créance se fait solo consensus. Cette aliénation suppose la capacité juridique de disposer des droits personnels.

### Le débiteur cédé, tiers au contrat de cession
Le débiteur cédé doit être informé de la cession selon les modalités prévues par l'article 1690 du Code civil :
- soit par une signification réalisée par acte d'huissier ;
- soit par acceptation mentionnée dans l'acte de vente de la créance.

Selon la jurisprudence, le paiement du débiteur au créancier cessionnaire implique nécessairement l'acceptation du débiteur. 

#### Effets de l'information au débiteur de la cession
- L'information faite au débiteur rend la cession opposable à son égard. À défaut la cession lui est inopposable.
- De même l'information au débiteur rend la cession opposable aux tiers autres que le débiteur qui est un tiers à part ici. c'est-à-dire aux individus qui ne sont pas parties au contrat de cession, comme les créanciers du cédant et du cessionnaire.

### Les effets de la cession
- La débiteur peut opposer au cessionnaire certaines exceptions : il existe en ce domaine deux critères de distinction : 
  1. On distingue dans un cas les exceptions nées avant la cession et les exceptions nées après la cession. Selon ces critères, seules les exceptions antérieures à la cession sont opposables au nouveau créancier.
  2. On distingue dans un autre les exceptions inhérentes à la dette et celles qui lui sont extérieures. Seules les premières sont opposables au nouveau créancier. Cette distinction prétorienne, retenue pour l'heure par la jurisprudence, a un gros inconvénient, ses critères sont flous, on ne sait pas très bien quelle exception peut être qualifiée d'inhérente à la dette. Néanmoins la jurisprudence considère l'exception d’inexécution comme inhérente à la dette.

- La cession a un effet translatif de la créance et de ses accessoires: le cessionnaire devient titulaire du montant nominal de la créance quel que soit le prix qu'il a payé pour acquérir cette créance.

- Le cédant doit garantir le cessionnaire: il n'est pas tenu de connaître la solvabilité ou l'insolvabilité du débiteur mais doit en revanche garantir au cessionnaire le montant et l'existence de la créance.

## La cession de dette
Désormais, la cession de dette est envisagée par le code civil Français depuis la réforme du droit des obligations entrée ne vigueur le 1er octobre 2016. Le principe est simple et est connu (parce qu'appréhendé à travers d'autres mécanismes comme la délégation ou la stipulation pour autrui par exemple) et il s'agit de transférer la propriété de la dette à un tiers qui devient alors débiteur.
C'est l'article 1328 et suivant du code civil qui encadre le régime juridique de la cession de dette. La cession de dette est une opération tripartite qui implique un créancier et deux débiteurs. Pour distinguer les deux débiteurs, l’ordonnance utilise les expressions débiteur originaire et débiteur substitué.